# Pseudohadena contumax
Pseudohadena contumax là một loài bướm đêm trong họ Noctuidae.